# Évolution du prix du timbre en France

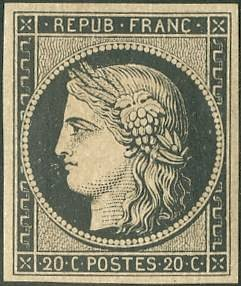
Le premier timbre français : le 20 centimes noir type Cérès 1849.

L'évolution du tarif d'envoi d'une lettre vers la France au premier échelon de poids peut être étudié de 1848 à nos jours.

## Historique

### De 1848 à 1945
En 1848, l'Administration des Postes lance l'impression d'un timbre à 20 centimes en noir et à 1 franc en rouge.
Entre 1849 et 1920, le tarif du premier échelon de poids de la Poste a été relativement stable entre 10 et 40 centimes de franc pour 15 grammes.
Dans l'entre-deux-guerres, le prix postal va connaitre une inflation régulière passant de 25 centimes en 1920 à 1 franc en 1939.

### De 1945 à 1975
Après la Seconde Guerre mondiale, la lettre de moins de 20 grammes est passé de 3 francs en 1946 à 25 francs en 1959.
Avec le nouveau franc, le tarif intérieur passe de 25 centimes en 1960 à 40 centimes en 1969.

### De 1975 à 2015
Durant une quarantaine d'années, le prix du timbre pour une lettre dont le poids est inférieur à 20 grammes, est resté stable, à l'équivalent de 60 et 70 centimes d'euros de 2022.
Durant les années 1970, le tarif intérieur d'une lettre de 20 grammes passe de 80 centimes à 1,40 franc en 1980.
Entre 1983 et 2017, le tarif prioritaire a augmenté de 3,06 % par an en moyenne. Depuis le passage à l'euro en 2001 et jusqu'en 2017, ce même tarif a augmenté de 3,91 % par an en moyenne. Comparativement, entre 1991 et 2014, l'inflation en France a été de 1,59 % par an en moyenne.
Il est à noter que les augmentations tarifaires ne supportaient pas l'inflation dans les années 1980. Depuis, les augmentations sont globalement supérieures au taux d'inflation.

### Depuis 2015
L'évolution des tarifs est encadrée, pour la période qui va du 1er janvier 2015 au 31 décembre 2018, par un accord quadriennal, qui limite l'augmentation à 3.5% en plus de l'inflation. Cependant, en octobre 2017, l'ARCEP autorise La Poste à passer outre l'accord initial.
En janvier 2017, La Poste explique que les plus fortes augmentations des années 2010 sont décidées « pour assurer la pérennité du service universel dans un contexte de baisse des volumes du courrier ». Cependant l'UFC dénonce ces hausses, par la voix de son président, qui estime qu'elles agissent « comme un repoussoir » et qu'il s'agit de précipiter la fin d'un service à faible valeur ajoutée.
Selon Le Monde, "la France se situe parmi les pays les plus chers pour l’acheminement du courrier".

## Évolutions tarifaires depuis 1960

### Représentation graphique

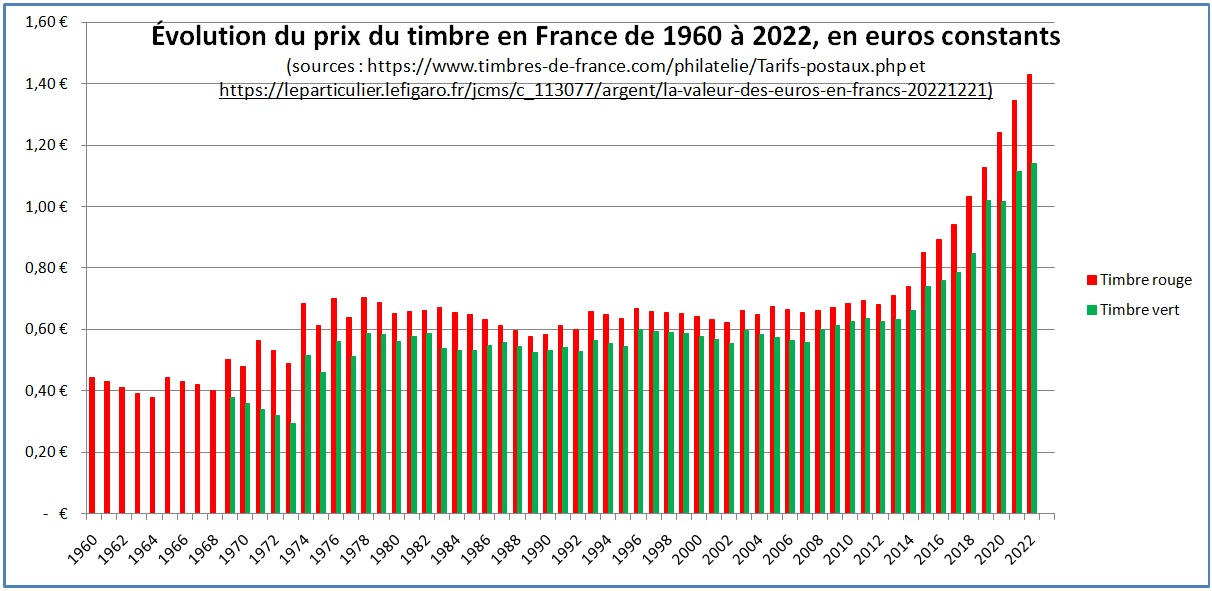
Évolution du prix du timbre en France de 1960 à 2022, en euros constants.

Jean Fourastié, connu pour ses travaux sur les prix, la productivité et le progrès technique, a mis en lumière en 1984 l'intérêt d'avoir une vision de l'évolution des prix en s'affranchissant des variations de la monnaie en introduisant les notions de prix courants et de prix constants.
Le prix courant, c’est le prix constaté en un lieu et à une date donnée, en monnaie courante, c'est-à-dire le prix de l’étiquette. Ils sont dits en valeur nominale. Le prix constant est le prix en valeur réelle c'est-à-dire corrigé de la variation des prix par rapport à une donnée de base ou de référence,.

### Depuis 2023
Le 1er janvier 2023, La Poste supprime le tarif écopli J+4 et du timbre rouge J+1, et passe aux lettres numériques. Nouveau timbre turquoise (J+2 à 2,95 €, avec, notamment, des notifications de suivi).
Le prix est alors de 1,49 € pour une E-lettre de 3 feuilles, et pour une lettre distribuée à J+3 de 1,16 €.